# Polysorbat 40
Polysorbat 40 ist  eine organische Verbindung aus der Gruppe der Polysorbate und eine grenzflächenaktive Substanz, die als Emulgator und Netzmittel beispielsweise in Lebensmitteln, Kosmetika und Arzneimitteln verwendet wird.

## Eigenschaften
Polysorbat 40 ist ein hydrophiles, nichtionisches Tensid, das synthetisch hergestellt wird. Wegen seines HLB-Wertes von 15,6 ist daher zur Herstellung von Öl-in-Wasser(O/W)-Emulsionen geeignet. Die gelbliche Flüssigkeit hat eine Viskosität von 400 bis 600 mPa·s (25 °C) und weist einen Flammpunkt von über 113,0 °C (Messmethode: geschlossener Tiegel) auf.
Polysorbat 40 ist stabil gegenüber Elektrolyten, sowie schwachen Säuren und Basen. Einige  Antibiotika und Konservierungsmittel können in ihrer Wirkung gehemmt werden. Durch die Einwirkung von Luftsauerstoff kommt es zur Autooxidation des Stoffes. Dabei werden zunächst Peroxide gebildet, die zu Aldehyden, Carbonsäuren und weiteren noch nicht bestimmbaren Abbauprodukten reagieren.

## Verwendung
In der Pharmazie und Lebensmitteltechnologie wird Polysorbat 40 als Netzmittel, Lösungsvermittler, O/W-Emulgator und zur Stabilisierung von Schäumen eingesetzt. Es ist in der EU als Lebensmittelzusatzstoff (Nummer E 434) für bestimmte Lebensmittel in Mengen von bis zu fünf Gramm pro Kilogramm bzw. in Backfetten auch bis zu zehn Gramm pro Kilogramm zugelassen. Die erlaubte Tagesdosis beträgt 10 Milligramm pro Kilogramm Körpergewicht für alle Polysorbate zusammengenommen.
Für die Arzneimittelherstellung sind besonders reine Qualitäten vorgeschrieben, die in Arzneibüchern spezifiziert sind.

## Herstellung
Durch die Veresterung von Sorbit und seinen Anhydriden  (Sorbitan) mit Palmitinsäure entstehen Sorbitanfettsäureester. Dieser reagiert mit Ethylenoxid in einer Polyaddition, wodurch sich Polyoxyethylenbrücken bilden, zum Polysorbat.

## Umweltbezogene Angaben
Polysorbat 40 weist einen LC50-Wert von > 1000 mg/l in 48 h beim Japanischen Reisfisch (Oryzias latipes) auf.